# Фьюри, Эндрю
Эндрю Джон Фьюри (англ. Andrew Furey; род. июль 1975, Сент-Джонс) — канадский государственный и политический деятель, хирург-ортопед. С 19 августа 2020 года занимает пост 14-го премьера провинции Ньюфаундленд и Лабрадор. Лидер Либеральной партии Ньюфаундленда и Лабрадора (является провинциальным отделением федеральной Либеральной партии Канады). Фьюри представляет округ Хамбер-Грос-Морн в Палате собрания Ньюфаундленда и Лабрадора. По состоянию на 2023 год является единственным премьером из провинций Канады, правительство которой контролируется Либеральной партией Канады.

## Биография
Эндрю Джон Фьюри родился 3 июля 1975 года в Сент-Джонсе, в провинции Ньюфаундленд и Лабрадор.
Он получил степень бакалавра медицинских наук в Мемориальном университете Ньюфаундленда (MUN), а затем окончил Медицинскую школу MUN в 2001 году. В 2006—2007 годах проходил стажировку в Центре шоковой травмы имени Р. Адамса Коули Мэрилендского университета в Балтиморе (США), после чего вернулся в Ньюфаундленд и будучи дипломированным хирургом-ортопедом занялся медицинской практикой в собственной клинике. В 2012 году был назван выпускником года Мемориального университета Ньюфаундленда, а в 2015 году стал лауреатом премии Ignatian Spirit Award. В том же году он получил диплом по организационному лидерству в Оксфордском университете (Англия). В 2017 году Фьюри был назван гуманитарным работником года Канадского Красного Креста для Ньюфаундленда и Лабрадора.

### Благотворительная деятельность
В 2011 году Фьюри стал одним из основателей «Team Broken Earth» — добровольческой рабочей группы, оказывающей помощь Гаити после землетрясения 2010 года. К 2013 году организация оказывала помощь сотням пациентов в неделю в Порт-о-Пренсе, причём Фьюри часто лично руководил миссиями. В 2019 году деятельность организации была временно прекращена по соображениям безопасности на фоне роста насилия в стране.
Фьюри также стал соучредителем фонда «A Dollar a Day» вместе с поэтом Аланом Дойлом и бизнесменом Бренданом Пэддиком, целью которого является финансирование инициатив в области психического здоровья в Ньюфаундленде и Лабрадоре. Помимо этого, Фьюри также является сопредседателем фонда Jack Hand Foundation.
В 2020 году Фьюри выпустил книгу «Hope in the Balance: A Newfoundland Doctor Meets a World in Crisis», в которой он рассказывает о своём опыте работы на Гаити.

### Политическая карьера
Фьюри впервые проявил интерес к политике в 2015 году, заявив, что его работа в «Team Broken Earth» «оставила во мне желание и стремление сделать больше». Предположения о том, что Фьюри рассматривается в качестве кандидата на смену действующему премьер-министру Дуайту Боллу, появились ещё в 2017 году.
Когда Болл объявил о своей возможной отставке в феврале 2020 года, Фьюри быстро стал потенциальным претендентом и почти сразу же стал рассматриваться как кандидат в преемники. Фьюри объявил о намерении баллотироваться на пост лидера Либеральной партии Ньюфаундленда и Лабрадора 3 марта 2020 года в Сент-Джонсе и его поддержало большинство членов кабинета Болла. 3 августа 2020 года был избран лидером на съезде партии, получив примерно две трети голосов. 19 августа 2020 года Фьюри был официально приведён к присяге в качестве премьера вместе со своим кабинетом.
Поскольку Фьюри не занимал места в законодательном органе, 7 сентября 2020 года он объявил, что будет участвовать в дополнительных выборах в Хамбер-Грос Морн, где ранее находился Болл. 6 октября 2020 года Фьюри выиграл дополнительные выборы в Хамбер-Грос Морн.
15 января 2021 года Фьюри попросил вице-губернатора Джуди Фут дать согласие на роспуск Палаты собрания и назначить выборы, чтобы получить более весомый мандат в виде правительства большинства. Выборы первоначально были назначены на 13 февраля 2021 года, но вспышка COVID-19 вынудила провести выборы по почте, отменив очное голосование во всех округах. Крайний срок был назначен на 25 марта 2021 года, а результаты были объявлены 27 марта 2021 года, при этом правительство Фьюри получило большинство в правительстве.
23 декабря 2021 года, во время вспышки омикрон-штамма, из-за которой более 1000 медицинских работников оказались в изоляции, Фьюри помогал вводить вакцины действующим и вышедшим на пенсию работникам государственной службы и их семьям в Confederation Building. Затем 3 января 2022 года Фьюри отправился в Лабрадор, в частности в Хэппи-Вэлли-Гус-Бэй, чтобы помочь группе врачей ввести вакцины. Затем 13 января 2022 года Фьюри отправился на Белл-Айлэнд, чтобы помочь ввести вакцины.

### Личная жизнь
Фьюри проживает в городке Португал-Коув-Сент-Филипс. Женат на Элисон Фьюри, у них трое детей: Рейчел, Мэгги и Марк. Его жена работает врачом скорой помощи в детском оздоровительном и реабилитационном центре Janeway в Сент-Джонсе. Она входила в состав группы добровольцев из 9 человек, финансируемой федеральным правительством, направленной в Торонто для оказания помощи при резком увеличении числа госпитализаций во время пандемии COVID-19 в Онтарио в апреле 2021 года.
Его отец Джордж Фьюри, был назначен в Сенат Канады премьер-министром Жаном Кретьеном и занимал пост спикера Сената Канады с 2015 года до своей отставки в 2023 году.
Его дядя Чак Фьюри, в 1990-е годы был министром внутренних дел Сент-Барба, а затем занимал пост министра в провинциальных правительствах Ньюфаундленда и Лабрадора Клайда Уэллса и Брайана Тобина.